# Mbhashe
Mbhashe è una municipalità locale (in inglese Mbhashe Local Municipality) appartenente alla municipalità distrettuale di Amatole della  Provincia del Capo Orientale in Sudafrica. 
In base al censimento del 2001 la sua popolazione è di 255.070 abitanti.
La sede amministrativa e legislativa è la città di Idutywa e il suo territorio si estende su una superficie di 3.050 km² ed è suddiviso in 26 circoscrizioni elettorali (wards). Il suo codice di distretto è EC121.

## Geografia fisica

### Confini
La municipalità locale di Mbhashe confina a nord con quelle di Engcobo (Chris Hani) e King Sabata Dalindyebo (O. R. Tambo), a est con l'oceano Indiano, a sud e a ovest con quella di Mnquma e a ovest con quella di Intsika Yethu (Chris Hani).

### Città e comuni
- Alderley
- Bashee
- Bonkolo
- Cikó
- Cizela
- Ebende
- Ebongweni
- Ebotwe
- Elliotdale
- Emvelini
- Gcaleka-Ngchana
- Hala
- Hobeni
- Idutywa
- Jalamba
- Kwamkoloza
- Mpeko
- Munyu
- Ngqwangele
- Ngubezulu
- Nyokana
- Nqabara
- Ntonga
- Ntshatshongo
- Rothmere
- Taleni
- The Haven
- Willowvale

### Fiumi
- Bholotwa
- Dutywa
- Mbashe
- Mncwasa
- Munyu
- Nyokana
- Nqabara
- Ntlonyane
- Qora
- Qwaninga
- Shixi